# Microsema timandrata
Microsema timandrata är en fjärilsart som beskrevs av Charles Oberthür 1912. Microsema timandrata ingår i släktet Microsema och familjen mätare. Inga underarter finns listade i Catalogue of Life.